# Ghijasa de Jos
Ghijasa de Jos (deutsch Untergesäß, ungarisch Alsógezés) ist ein rumänisches Dorf in Siebenbürgen und liegt im Kreis Sibiu. 
Der im Harbachtal liegende Ort gehört verwaltungsmäßig zur Gemeinde Nocrich (Leschkirch).

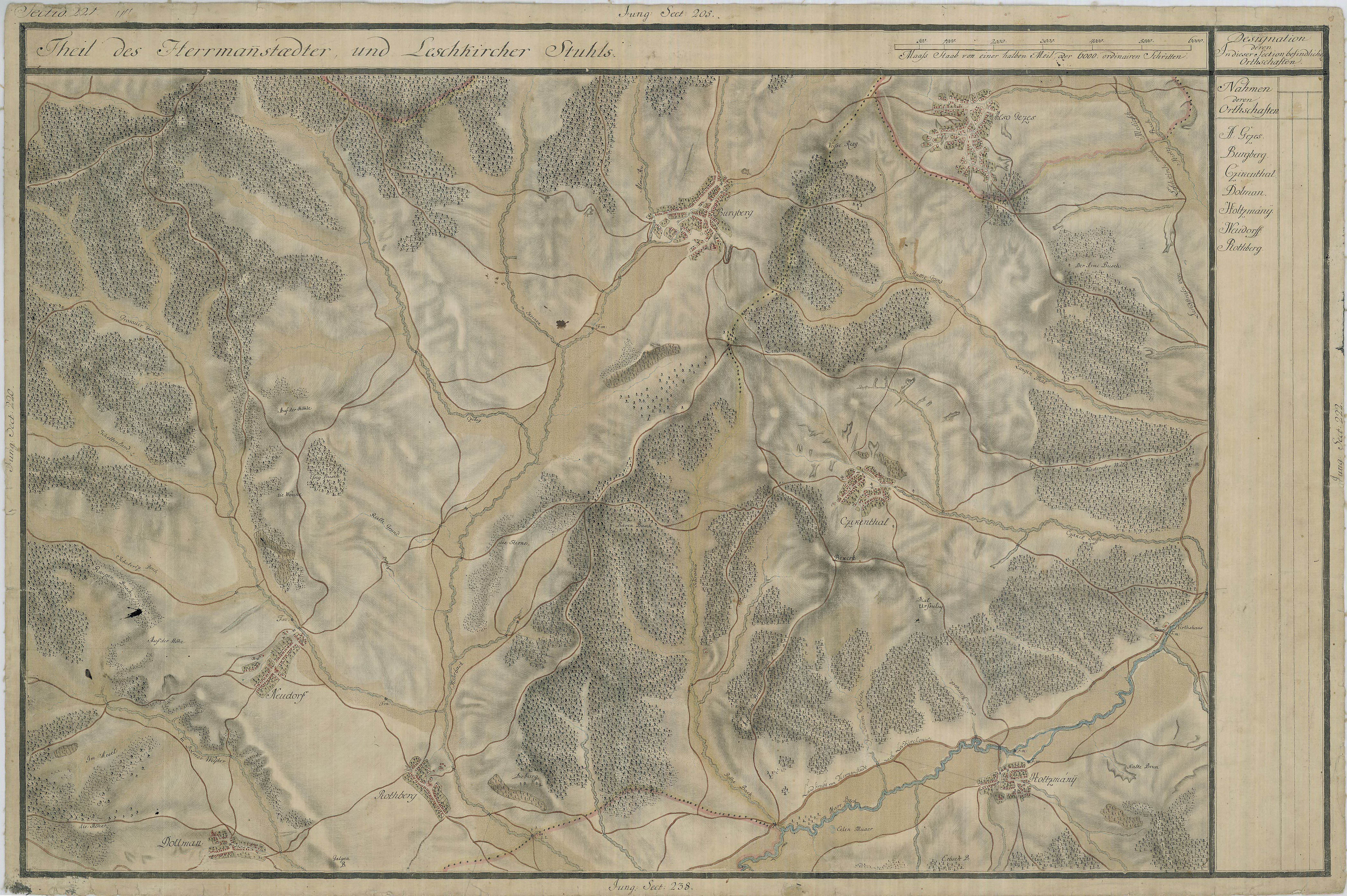
Ghijasa de Jos (Alsó Gezés) in der Josephinischen Landaufnahme von 1769 bis 1773.